# Dytiki Samos
Dytiki Samos (griechisch Δυτική Σάμος ‚West Samos‘) ist eine Gemeinde auf der griechischen Insel Samos in der Region Nördliche Ägäis. Sie wurde 2019 durch Auftrennung der 2011 geschaffenen Gemeinde Samos aus den beiden Gemeindebezirken Karlovasia und Marathokambos gebildet. Verwaltungssitz ist die Hafenstadt Karlovasi im Inselnorden.

## Verwaltungsgliederung
Die Gemeinde besteht aus zwei Gemeindebezirken und ist weiter in zwei Stadtbezirke sowie 13 Ortsgemeinschaften untergliedert.
| Gemeindebezirke | griechischer Name             | Code   | Fläche (km²) | Einwohner 2001 | Einwohner 2011 | Einwohner 2021 | Stadtbezirke / Ortsgemeinschaften (Δημοτική / Τοπική Κοινότητα)                                          | Lage |
| --------------- | ----------------------------- | ------ | ------------ | -------------- | -------------- | -------------- | --- | ---- |
| Karlovasia      | Δημοτική Ενότητα Καρλοβασίων  | 560201 | 100,619      | 09.590         | 09.855         | 010.222        | Neo Karlovasi, Agii Theodori, Drakei, Kastania, Kondeika, Kondakeika, Kosmadei, Leka, Platanos, Ydroussa |      |
| Marathokambos   | Δημοτική Ενότητα Μαραθοκάμπου | 560202 | 086883       | 02.837         | 02.609         | 02.401         | Marathokambos, Kallithea, Koumeika, Neochori, Skoureika                                                  |      |
| Gesamt          | Gesamt                        | 5602   | 187,502      | 13.427         | 12.464         | 12.623         | |      |